# 秋田ニューシティ
秋田ニューシティ（あきたニューシティ）とは、秋田県秋田市大町二丁目にあった商業ビル。

## 概要
ビル運営会社は、辻兵系列の「秋田大町ニューシテー」（旧・秋田ニューシテー） であり、ダイエー時代の飲食店フロアだった5Fにあった。
過去に存在したダイエーの店舗#日本なども参照。
後に解体され、令和6年1月現在、跡地は秋田いすゞ自動車の中古車センターと辻不動産が運営する平面の月極駐車場として使用されている。

## 沿革
- 1981年（昭和56年）6月4日 -  「ダイエー秋田店」と「辻兵」を核店舗として「秋田ニューシティ」オープン。
- 1990年（平成2年） - 日本生命保険がビルの所有権すべてを取得[5]。
- 1996年（平成8年）1月1日 - 秋田県の大型商業施設としては初めての元旦営業を実施。
- 2002年（平成14年）
  - 7月1日 - ダイエーが「ダイエー秋田店」を含む11店舗の閉鎖を発表[6]。
  - 8月31日 - 「ダイエー秋田店」閉店[3]。
  - 11月21日 - リニューアルオープン。「マックスバリュ[3] 大町店[7]」や「ザ・ダイソー秋田ニューシティ店」「高桑書店大町店」など29店舗が出店。
- 2003年（平成15年）11月1日 - 「サンパル秋田」オープン。
- 2004年（平成16年）3月22日 - 「財団法人秋田観光コンベンション協会」が秋田市大町四丁目から5階に移転。
- 2005年（平成17年）
  - 5月29日 - 「マックスバリュ大町店[8]」閉店。
  - 7月8日 - ヤマトが秋田市卸町一丁目から「秋田ニューシティ」への移転、進出を発表。
  - 10月8日 - ヤマトが運営する「スーパーランドヤマト大町」が地下1階にオープン。
- 2006年（平成18年）10月7日 - ヤマトが運営する「ブックマート秋田ニューシティー店」が1階にオープン[9]。
- 2007年（平成19年）4月27日 - LLPあきたデザインサポートが運営する「秋田贔屓」が1階にオープン。
- 2008年（平成20年）12月11日 - 2009年春をもって「スーパーランドヤマト大町」が「秋田ニューシティ」からの撤退を表明。
- 2009年（平成21年）
  - 1月20日 - 「ブックマート秋田ニューシティ店」閉店。
  - 3月15日 - 「スーパーランドヤマト大町」閉店[10]。
  - 5月31日 - 「辻兵呉服」閉店。
  - 10月9日 - 「秋田演劇鑑賞会」がイーホテルショッピングモールに移転。
  - 11月23日 - 「ザ・ダイソー秋田ニューシティ店」閉店。
  - 11月30日 - 「イタリアントマトニューシティ店」閉店。「第一ルンビニ分園 ちゅうりっぷ」が本園に統合。
- 2010年（平成22年）
  - 1月20日 - 日本生命保険がビルの所有権を辻不動産に売却[5]。
  - 2月1日 - 「サンパル秋田」の移転準備のため、陶芸室・調理室を閉鎖。「財団法人秋田観光コンベンション協会」がイーホテルショッピングモール移転。
  - 3月20日 - 「サンパル秋田」が秋田市文化会館に移転のため閉鎖。
  - 3月22日 - 「カフェ アマーレ」が閉店。
  - 3月23日 - 「舶来屋」が閉店。
  - 3月31日 - 管理会社の秋田大町ニューシテーが解散[11]。
  - 4月13日 - 「秋田ニューシティ」が閉館[12]。
- 2011年（平成23年）4月1日 - 秋田中央交通が秋田ニューシティ前停留所を大町通り停留所に改称。

## 入居施設
- 2010年4月13日時点

| 階 | テナント |
| -- | --- |
| 5  | 辻不動産、辻事務所、秋田大町ニューシテー事務所                                                                       |
| 4  | シグマソリューションズ本社                                                                                           |
| 3  | 閉鎖 |
| 2  | 閉鎖 |
| 1  | 悠悠、You&You、ウイルビー、遊と遊、 秋田銀行大町支店秋田ニューシティ出張所、北都銀行本店営業部秋田ニューシティ出張所 |
| B1 | 閉鎖 |

## 近隣施設
- 日本銀行秋田支店
- イーホテルショッピングモール - かつて地下通路で接続されていた。
- サン・パティオ大町 - かつて5Fに店を持っていた「そば一」の事実上の移転先。秋田魁新報社本社跡地の一部に立地する。
- 秋田銀行大町支店